# Campeonato Mundial de Voleibol de Praia de 2015
O Campeonato Mundial de Voleibol de Praia de 2015 foi disputado entre 26 de junho e 5 de julho de 2015 na Holanda. Pela primeira vez na história do Campeonato Mundial, o torneio foi disputado em várias cidades diferentes. Ocorreram jogos em Amsterdã, Roterdã, Apeldoorn e em Haia, que recebeu as finais. O Campeonato foi a competição mais importante do Circuito Mundial de 2015, dando o maior prêmio em dinheiro,o maior número de pontos no ranking mundial para os campeões.Além da classificação direta para a dupla campeã para os Jogos Olímpicos de Verão de 2016.
O Brasil dominou o Campeonato, vencendo cinco das seis medalhas disputadas. Os campeões do torneio masculino foram Alison Cerutti e Bruno Schmidt, e as campeãs da competição feminina foram Ágatha Bednarczuk e Bárbara Seixas.
Na chave masculina, Reinder Nummerdor foi eleito o melhor jogador da competição. Já na chave feminina, a atleta Ágatha Bednarczuk levou o prêmio de jogadora mais valiosa.

## Campeões
| Evento            | Ouro                                        | Prata                                             | Bronze                                   |
| Torneio masculino | Brasil Alison Cerutti e Bruno Oscar Schmidt | Holanda Reinder Nummerdor e Christiaan Varenhorst | Brasil Pedro Solberg e Evandro Gonçalves |
| Torneio feminino  | Brasil Ágatha Bednarczuk e Bárbara Seixas   | Brasil Taiana Lima e Fernanda Berti               | Brasil Juliana da Silva e Maria Elisa    |

## Torneio Masculino

### Fase de Grupos
Na fase preliminar, havia doze grupos com quatro duplas em cada um. As duplas de cada grupo se enfrentaram entre si, em sistema de contra todos. As duplas vencedoras recebiam dois pontos, e as perdedoras, somente um. As duas melhores duplas de cada grupo automaticamente se classificaram para a Fase Eliminatória, e ao final da Fase de Grupos, os oito melhores terceiros lugares também se classificaram. As duplas que conseguiram classificação para a Fase Eliminatória estão destacadas em verde.

#### Grupo A
|     |                          |     | Jogos | Jogos | Jogos | Sets | Sets | Sets  | Pontos | Pontos | Pontos |
| Pos | Equipe                   | Pts | T     | V     | D     | V    | P    | R     | V      | P      | R      |
| --- | ------------------------ | --- | ----- | ----- | ----- | ---- | ---- | ----- | ------ | ------ | ------ |
| 1   | Nummerdor / Varenhorst   | 6   | 3     | 3     | 0     | 6    | 2    | 3.000 | 147    | 129    | 1.140  |
| 2   | González / Díaz          | 5   | 3     | 2     | 1     | 5    | 3    | 1.667 | 151    | 133    | 1.135  |
| 3   | Kądzioła / Szałankiewicz | 4   | 3     | 1     | 2     | 4    | 4    | 1.000 | 140    | 123    | 1.138  |
| 4   | Tato / Pepe              | 3   | 3     | 0     | 3     | 0    | 6    | 0.000 | 74     | 127    | 0.583  |

| 26 Jun | 20:30 | Nummerdor / Varenhorst   | 2-0 | Tato / Pepe              | 21-13, 21-13        |
| 27 Jun | 16:30 | Kądzioła / Szałankiewicz | 1-2 | González / Nivaldo       | 22-20, 13-21, 12-15 |
| 28 Jun | 19:45 | Nummerdor / Varenhorst   | 2-1 | Kądzioła / Szałankiewicz | 21-18, 14-21, 15-12 |
| 29 Jun | 13:30 | Tato / Pepe              | 0-2 | González / Nivaldo       | 11-21, 20-22        |
| 30 Jun | 17:45 | Kądzioła / Szałankiewicz | 2-0 | Tato / Pepe              | 21-6, 21-11         |
| 30 Jun | 19:45 | Nummerdor / Varenhorst   | 2-1 | González / Nivaldo       | 21-17, 18-21, 16-14 |

#### Grupo B
|     |                       |     | Jogos | Jogos | Jogos | Sets | Sets | Sets  | Pontos | Pontos | Pontos |
| Pos | Equipe                | Pts | T     | V     | D     | V    | P    | R     | V      | P      | R      |
| --- | --------------------- | --- | ----- | ----- | ----- | ---- | ---- | ----- | ------ | ------ | ------ |
| 1   | Doherty / Mayer       | 6   | 3     | 3     | 0     | 6    | 1    | 6.000 | 138    | 113    | 1.221  |
| 2   | Kapa / McHugh         | 5   | 3     | 2     | 1     | 4    | 2    | 2.000 | 117    | 108    | 1.083  |
| 3   | Watson / O'Dea        | 4   | 3     | 1     | 2     | 2    | 4    | 0.500 | 112    | 123    | 0.911  |
| 4   | Sidorenko / Dyachenko | 3   | 3     | 0     | 3     | 1    | 6    | 0.167 | 120    | 143    | 0.839  |

| 27 Jun | 12:00 | Kapa / McHugh         | 2-0 | Sidorenko / Dyachenko | 21-18, 21-12        |
| 27 Jun | 21:00 | Doherty / Mayer       | 2-0 | Watson / O'Dea        | 21-16, 21-13        |
| 28 Jun | 13:00 | Kapa / McHugh         | 2-0 | Watson / O'Dea        | 21-19, 21-17        |
| 28 Jun | 21:00 | Doherty / Mayer       | 2-1 | Sidorenko / Dyachenko | 21-15, 16-21, 17-15 |
| 29 Jun | 12:00 | Sidorenko / Dyachenko | 0-2 | Watson / O'Dea        | 24-26, 15-21        |
| 29 Jun | 21:00 | Doherty / Mayer       | 2-0 | Kapa / McHugh         | 21-14, 21-19        |

#### Grupo C
|     |                    |     | Jogos | Jogos | Jogos | Sets | Sets | Sets  | Pontos | Pontos | Pontos |
| Pos | Equipe             | Pts | T     | V     | D     | V    | P    | R     | V      | P      | R      |
| --- | ------------------ | --- | ----- | ----- | ----- | ---- | ---- | ----- | ------ | ------ | ------ |
| 1   | Alison / Bruno     | 6   | 3     | 3     | 0     | 6    | 1    | 6.000 | 143    | 118    | 1.212  |
| 2   | Doppler / Horst    | 4   | 3     | 1     | 2     | 3    | 4    | 0.750 | 124    | 117    | 1.060  |
| 3   | Jefferson / Cherif | 4   | 3     | 1     | 2     | 3    | 5    | 0.600 | 143    | 155    | 0.923  |
| 4   | Court / Schumann   | 4   | 3     | 1     | 2     | 2    | 4    | 0.500 | 107    | 127    | 0.843  |

| 27 Jun | 14:00 | Alison / Bruno     | 2-0 | Court / Schumann   | 21-17, 21-18        |
| 27 Jun | 15:00 | Doppler / Horst    | 1-2 | Jefferson / Cherif | 21-14, 15-21, 13-15 |
| 28 Jun | 13:00 | Doppler / Horst    | 2-0 | Court / Schumann   | 21-13, 21-12        |
| 28 Jun | 21:00 | Alison / Bruno     | 2-1 | Jefferson / Cherif | 23-25, 21-14, 15-11 |
| 29 Jun | 12:00 | Jefferson / Cherif | 0-2 | Court / Schumann   | 19-21, 24-26        |
| 29 Jun | 18:00 | Alison / Bruno     | 2-0 | Doppler / Horst    | 21-19, 21-14        |

#### Grupo D
|     |                       |     | Jogos | Jogos | Jogos | Sets | Sets | Sets  | Pontos | Pontos | Pontos |
| Pos | Equipe                | Pts | T     | V     | D     | V    | P    | R     | V      | P      | R      |
| --- | --------------------- | --- | ----- | ----- | ----- | ---- | ---- | ----- | ------ | ------ | ------ |
| 1   | Fijałek / Prudel      | 5   | 3     | 2     | 1     | 4    | 2    | 2.000 | 127    | 91     | 1.396  |
| 2   | Henríquez / Villafañe | 5   | 3     | 2     | 1     | 4    | 2    | 2.000 | 116    | 91     | 1.275  |
| 3   | Binstock / Schachter  | 5   | 3     | 2     | 1     | 4    | 2    | 2.000 | 123    | 105    | 1.171  |
| 4   | Usama / Ayman         | 3   | 3     | 0     | 3     | 0    | 6    | 0.000 | 37     | 136    | 0.272  |

| 27 Jun | 13:00 | Fijałek / Prudel      | 2-0 | Usama / Ayman         | 21-2, 21-9   |
| 27 Jun | 19:00 | Binstock / Schachter  | 0-2 | Henríquez / Villafañe | 17-21, 16-21 |
| 28 Jun | 13:00 | Binstock / Schachter  | 2-0 | Usama / Ayman         | 21-10, 21-10 |
| 28 Jun | 21:00 | Fijałek / Prudel      | 2-0 | Henríquez / Villafañe | 21-17, 21-15 |
| 30 Jun | 18:00 | Henríquez / Villafañe | 2-0 | Usama / Ayman         | 21-10, 21-6  |
| 30 Jun | 20:00 | Fijałek / Prudel      | 0-2 | Binstock / Schachter  | 25-27, 18-21 |

#### Grupo E
|     |                    |     | Jogos | Jogos | Jogos | Sets | Sets | Sets  | Pontos | Pontos | Pontos |
| Pos | Equipe             | Pts | T     | V     | D     | V    | P    | R     | V      | P      | R      |
| --- | ------------------ | --- | ----- | ----- | ----- | ---- | ---- | ----- | ------ | ------ | ------ |
| 1   | Brouwer / Meeuwsen | 6   | 3     | 3     | 0     | 6    | 0    | MAX   | 127    | 96     | 1.323  |
| 2   | Nicolai / Lupo     | 5   | 3     | 2     | 1     | 4    | 2    | 2.000 | 122    | 96     | 1.271  |
| 3   | Huber / Seidl      | 4   | 3     | 1     | 2     | 2    | 4    | 0.500 | 102    | 110    | 0.927  |
| 4   | Salinas / Tobar    | 3   | 3     | 0     | 3     | 0    | 6    | 0.000 | 77     | 126    | 0.611  |

| 27 Jun | 16:00 | Nicolai / Lupo     | 2-0 | Salinas / Tobar    | 21-14, 21-11 |
| 27 Jun | 20:00 | Brouwer / Meeuwsen | 2-0 | Huber / Seidl      | 21-16, 21-16 |
| 28 Jun | 11:00 | Nicolai / Lupo     | 2-0 | Huber / Seidl      | 21-14, 21-14 |
| 28 Jun | 12:00 | Brouwer / Meeuwsen | 2-0 | Salinas / Tobar    | 21-12, 21-14 |
| 29 Jun | 12:00 | Huber / Seidl      | 2-0 | Salinas / Tobar    | 21-11, 21-15 |
| 30 Jun | 20:00 | Nicolai / Lupo     | 0-2 | Brouwer / Meeuwsen | 20-22, 18-21 |

#### Grupo F
|     |                            |     | Jogos | Jogos | Jogos | Sets | Sets | Sets  | Pontos | Pontos | Pontos |
| Pos | Equipe                     | Pts | T     | V     | D     | V    | P    | R     | V      | P      | R      |
| --- | -------------------------- | --- | ----- | ----- | ----- | ---- | ---- | ----- | ------ | ------ | ------ |
| 1   | Samoilovs / Pļaviņš        | 6   | 3     | 3     | 0     | 6    | 1    | 6.000 | 144    | 125    | 1.152  |
| 2   | Van Dorsten / Van de Velde | 5   | 3     | 2     | 1     | 4    | 4    | 1.000 | 148    | 155    | 0.955  |
| 3   | E. Grimalt / M. Grimalt    | 4   | 3     | 1     | 2     | 4    | 5    | 0.800 | 156    | 159    | 0.981  |
| 4   | Koshkarev / Barsouk        | 3   | 3     | 0     | 3     | 2    | 6    | 0.333 | 150    | 159    | 0.943  |

| 27 Jun | 12:00 | E. Grimalt / M. Grimalt    | 1-2 | Van Dorsten / Van de Velde | 21-16, 19-21, 13-15 |
| 27 Jun | 13:00 | Samoilovs / Pļaviņš        | 2-0 | Koshkarev / Barsouk        | 21-18, 24-22        |
| 28 Jun | 16:00 | Samoilovs / Pļaviņš        | 2-0 | Van Dorsten / Van de Velde | 21-17, 23-21        |
| 28 Jun | 18:00 | E. Grimalt / M. Grimalt    | 2-1 | Koshkarev / Barsouk        | 22-20, 19-21, 15-11 |
| 30 Jun | 17:00 | Samoilovs / Pļaviņš        | 2-1 | E. Grimalt / M. Grimalt    | 19-21, 21-19, 15-7  |
| 30 Jun | 19:00 | Van Dorsten / Van de Velde | 2-1 | Koshkarev / Barsouk        | 17-21, 22-20, 19-17 |

#### Grupo G
|     |                          |     | Jogos | Jogos | Jogos | Sets | Sets | Sets  | Pontos | Pontos | Pontos |
| Pos | Equipe                   | Pts | T     | V     | D     | V    | P    | R     | V      | P      | R      |
| --- | ------------------------ | --- | ----- | ----- | ----- | ---- | ---- | ----- | ------ | ------ | ------ |
| 1   | Emanuel / Ricardo        | 6   | 3     | 3     | 0     | 6    | 1    | 6.000 | 143    | 116    | 1.233  |
| 2   | Herrera / Gavira         | 5   | 3     | 2     | 1     | 4    | 2    | 2.000 | 124    | 103    | 1.204  |
| 3   | Stoyanovskiy / Yarzutkin | 4   | 3     | 1     | 2     | 3    | 4    | 0.750 | 126    | 125    | 1.008  |
| 4   | Ajanako / Scott          | 3   | 3     | 0     | 3     | 0    | 6    | 0.000 | 77     | 126    | 0.611  |

| 27 Jun | 14:00 | Herrera / Gavira         | 2-0 | Stoyanovskiy / Yarzutkin | 21-15, 21-19        |
| 27 Jun | 19:00 | Emanuel / Ricardo        | 2-0 | Ajanako / Scott          | 21-10, 21-16        |
| 28 Jun | 12:00 | Herrera / Gavira         | 2-0 | Ajanako / Scott          | 21-10, 21-14        |
| 28 Jun | 16:00 | Emanuel / Ricardo        | 2-1 | Stoyanovskiy / Yarzutkin | 17-21, 21-13, 18-16 |
| 30 Jun | 17:00 | Stoyanovskiy / Yarzutkin | 2-0 | Ajanako / Scott          | 21-11, 21-16        |
| 30 Jun | 18:00 | Emanuel / Ricardo        | 2-0 | Herrera / Gavira         | 24-22, 21-18        |

#### Grupo H
|     |                        |     | Jogos | Jogos | Jogos | Sets | Sets | Sets  | Pontos | Pontos | Pontos |
| Pos | Equipe                 | Pts | T     | V     | D     | V    | P    | R     | V      | P      | R      |
| --- | ---------------------- | --- | ----- | ----- | ----- | ---- | ---- | ----- | ------ | ------ | ------ |
| 1   | Erdmann / Matysik      | 6   | 3     | 3     | 0     | 6    | 1    | 6.000 | 145    | 114    | 1.272  |
| 2   | Saxton / Schalk        | 5   | 3     | 2     | 1     | 4    | 2    | 2.000 | 117    | 92     | 1.272  |
| 3   | Krou / Rowlandson      | 4   | 3     | 1     | 2     | 3    | 4    | 0.750 | 125    | 137    | 0.912  |
| 4   | Goldschmidt / Williams | 3   | 3     | 0     | 3     | 0    | 6    | 0.000 | 82     | 126    | 0.651  |

| 28 Jun | 11:30 | Erdmann / Matysik | 2-0 | Goldschmidt / Williams | 21-13, 21-13        |
| 28 Jun | 18:45 | Saxton / Schalk   | 2-0 | Krou / Rowlandson      | 21-14, 21-14        |
| 29 Jun | 11:30 | Erdmann / Matysik | 2-1 | Krou / Rowlandson      | 24-26, 21-15, 16-14 |
| 29 Jun | 14:30 | Saxton / Schalk   | 2-0 | Goldschmidt / Williams | 21-10, 21-12        |
| 30 Jun | 18:45 | Krou / Rowlandson | 2-0 | Goldschmidt / Williams | 21-18, 21-16        |
| 30 Jun | 20:45 | Erdmann / Matysik | 2-0 | Saxton / Schalk        | 21-19, 21-14        |

#### Grupo I
|     |                     |     | Jogos | Jogos | Jogos | Sets | Sets | Sets  | Pontos | Pontos | Pontos |
| Pos | Equipe              | Pts | T     | V     | D     | V    | P    | R     | V      | P      | R      |
| --- | ------------------- | --- | ----- | ----- | ----- | ---- | ---- | ----- | ------ | ------ | ------ |
| 1   | Hyden / Bourne      | 6   | 3     | 3     | 0     | 6    | 0    | MAX   | 131    | 93     | 1.409  |
| 2   | Gabathuler / Gerson | 5   | 3     | 2     | 1     | 4    | 2    | 2.000 | 111    | 101    | 1.099  |
| 3   | Elferink / Spijkers | 4   | 3     | 1     | 2     | 2    | 5    | 0.400 | 108    | 137    | 0.788  |
| 4   | Rodríguez / Haddock | 3   | 3     | 0     | 3     | 1    | 6    | 0.167 | 122    | 141    | 0.865  |

| 27 Jun | 19:45 | Hyden / Bourne      | 2-0 | Elferink / Spijkers | 21-9, 21-14         |
| 27 Jun | 21:45 | Gabathuler / Gerson | 2-0 | Rodríguez / Haddock | 21-15, 21-11        |
| 28 Jun | 16:30 | Gabathuler / Gerson | 2-0 | Elferink / Spijkers | 21-16, 21-17        |
| 28 Jun | 21:45 | Hyden / Bourne      | 2-0 | Rodríguez / Haddock | 26-24, 21-19        |
| 29 Jun | 18:45 | Hyden / Bourne      | 2-0 | Gabathuler / Gerson | 21-15, 21-12        |
| 29 Jun | 20:45 | Rodríguez / Haddock | 1-2 | Elferink / Spijkers | 19-21, 21-16, 13-15 |

#### Grupo J
|     |                       |     | Jogos | Jogos | Jogos | Sets | Sets | Sets  | Pontos | Pontos | Pontos |
| Pos | Equipe                | Pts | T     | V     | D     | V    | P    | R     | V      | P      | R      |
| --- | --------------------- | --- | ----- | ----- | ----- | ---- | ---- | ----- | ------ | ------ | ------ |
| 1   | Lucena / Brunner      | 6   | 3     | 3     | 0     | 6    | 0    | MAX   | 128    | 87     | 1.471  |
| 2   | Semenov / Krasilnikov | 5   | 3     | 2     | 1     | 4    | 2    | 2.000 | 118    | 101    | 1.168  |
| 3   | Keemink / Vismans     | 4   | 3     | 1     | 2     | 2    | 5    | 0.400 | 109    | 135    | 0.807  |
| 4   | Yakovlev / Kuleshov   | 3   | 3     | 0     | 3     | 1    | 6    | 0.167 | 106    | 138    | 0.768  |

| 27 Jun | 16:00 | Lucena / Brunner      | 2-0 | Yakovlev / Kuleshov | 21-10, 21-14        |
| 27 Jun | 20:00 | Semenov / Krasilnikov | 2-0 | Keemink / Vismans   | 21-12, 21-14        |
| 29 Jun | 18:00 | Semenov / Krasilnikov | 2-0 | Yakovlev / Kuleshov | 21-17, 21-14        |
| 29 Jun | 19:00 | Lucena / Brunner      | 2-0 | Keemink / Vismans   | 21-16, 21-13        |
| 30 Jun | 19:00 | Semenov / Krasilnikov | 0-2 | Lucena / Brunner    | 21-23, 13-21        |
| 30 Jun | 20:00 | Yakovlev / Kuleshov   | 1-2 | Keemink / Vismans   | 16-21, 21-17, 14-16 |

#### Grupo K
|     |                  |     | Jogos | Jogos | Jogos | Sets | Sets | Sets  | Pontos | Pontos | Pontos |
| Pos | Equipe           | Pts | T     | V     | D     | V    | P    | R     | V      | P      | R      |
| --- | ---------------- | --- | ----- | ----- | ----- | ---- | ---- | ----- | ------ | ------ | ------ |
| 1   | Gibb / Patterson | 6   | 3     | 3     | 0     | 6    | 3    | 2.000 | 163    | 139    | 1.173  |
| 2   | Marco / García   | 5   | 3     | 2     | 1     | 5    | 4    | 1.250 | 155    | 151    | 1.026  |
| 3   | Álvaro / Vitor   | 4   | 3     | 1     | 2     | 4    | 4    | 1.000 | 131    | 139    | 0.942  |
| 4   | Bianchi / Azaad  | 3   | 3     | 0     | 3     | 2    | 6    | 0.333 | 129    | 149    | 0.866  |

| 27 Jun | 18:00 | Gibb / Patterson | 2-1 | Marco / García   | 18-21, 22-20, 15-10 |
| 27 Jun | 20:00 | Álvaro / Vitor   | 2-0 | Bianchi / Azaad  | 21-16, 21-18        |
| 29 Jun | 14:00 | Gibb / Patterson | 2-1 | Bianchi / Azaad  | 19-21, 21-15, 15-9  |
| 29 Jun | 15:00 | Álvaro / Vitor   | 1-2 | Marco / García   | 13-21, 21-16, 13-15 |
| 30 Jun | 18:00 | Marco / García   | 2-1 | Bianchi / Azaad  | 16-21, 21-19, 15-10 |
| 30 Jun | 20:00 | Álvaro / Vitor   | 1-2 | Gibb / Patterson | 12-21, 21-17, 10-15 |

#### Grupo L
|     |                          |     | Jogos | Jogos | Jogos | Sets | Sets | Sets  | Pontos | Pontos | Pontos |
| Pos | Equipe                   | Pts | T     | V     | D     | V    | P    | R     | V      | P      | R      |
| --- | ------------------------ | --- | ----- | ----- | ----- | ---- | ---- | ----- | ------ | ------ | ------ |
| 1   | Virgen / Ontiveros       | 6   | 3     | 3     | 0     | 6    | 0    | MAX   | 126    | 94     | 1.340  |
| 2   | Walkenhorst / Windscheif | 5   | 3     | 2     | 1     | 4    | 3    | 1.333 | 125    | 132    | 0.947  |
| 3   | Pedro / Evandro          | 4   | 3     | 1     | 2     | 3    | 4    | 0.750 | 122    | 108    | 1.130  |
| 4   | Naceur / Belhaj          | 3   | 3     | 0     | 3     | 0    | 6    | 0.000 | 88     | 127    | 0.693  |

| 27 Jun | 14:00 | Walkenhorst / Windscheif | 0-2 | Virgen / Ontiveros       | 19-21, 17-21        |
| 27 Jun | 21:00 | Pedro / Evandro          | 2-0 | Naceur / Belhaj          | 21-11, 21-9         |
| 29 Jun | 14:00 | Walkenhorst / Windscheif | 2-0 | Naceur / Belhaj          | 22-20, 21-19        |
| 29 Jun | 19:00 | Pedro / Evandro          | 0-2 | Virgen / Ontiveros       | 18-21, 11-21        |
| 30 Jun | 17:00 | Virgen / Ontiveros       | 2-0 | Naceur / Belhaj          | 21-13, 21-16        |
| 30 Jun | 19:00 | Pedro / Evandro          | 1-2 | Walkenhorst / Windscheif | 21-10, 18-21, 12-15 |

#### Melhores terceiros lugares
Os oito melhores terceiros lugares também avançaram à próxima fase da competição.
|     |                          |     | Jogos | Jogos | Jogos | Sets | Sets | Sets  | Pontos | Pontos | Pontos |
| Pos | Equipe                   | Pts | T     | V     | D     | V    | P    | R     | V      | P      | R      |
| --- | ------------------------ | --- | ----- | ----- | ----- | ---- | ---- | ----- | ------ | ------ | ------ |
| 1   | Binstock / Schachter     | 5   | 3     | 2     | 1     | 4    | 2    | 2.000 | 123    | 105    | 1.171  |
| 2   | Kądzioła / Szałankiewicz | 4   | 3     | 1     | 2     | 4    | 4    | 1.000 | 140    | 123    | 1.138  |
| 3   | Álvaro / Vitor           | 4   | 3     | 1     | 2     | 4    | 4    | 1.000 | 131    | 139    | 0.942  |
| 4   | E. Grimalt / M. Grimalt  | 4   | 3     | 1     | 2     | 4    | 5    | 0.800 | 156    | 159    | 0.981  |
| 5   | Pedro / Evandro          | 4   | 3     | 1     | 2     | 3    | 4    | 0.750 | 122    | 108    | 1.130  |
| 6   | Stoyanovskiy / Yarzutkin | 4   | 3     | 1     | 2     | 3    | 4    | 0.750 | 126    | 125    | 1.008  |
| 7   | Krou / Rowlandson        | 4   | 3     | 1     | 2     | 3    | 4    | 0.750 | 125    | 137    | 0.912  |
| 8   | Jefferson / Cherif       | 4   | 3     | 1     | 2     | 3    | 5    | 0.600 | 143    | 155    | 0.923  |
| 9   | Huber / Seidl            | 4   | 3     | 1     | 2     | 2    | 4    | 0.500 | 102    | 110    | 0.927  |
| 10  | Watson / O'Dea           | 4   | 3     | 1     | 2     | 2    | 4    | 0.500 | 112    | 123    | 0.911  |
| 11  | Keemink / Vismans        | 4   | 3     | 1     | 2     | 2    | 5    | 0.400 | 109    | 135    | 0.807  |
| 12  | Elferink / Spijkers      | 4   | 3     | 1     | 2     | 2    | 5    | 0.400 | 108    | 137    | 0.788  |

### Fase Eliminatória
Houve um sorteio para determinar os confrontos da primeira fase eliminatória.

#### Pré-Oitavas
| Data   | Hora  |                        | Placar |                            | 1º Set | 2º Set | 3º Set |
| ------ | ----- | ---------------------- | ------ | -------------------------- | ------ | ------ | ------ |
| 01 Jul | 21:45 | Nummerdor / Varenhorst | 2–0    | Stoyanovskiy / Yarzutkin   | 21–19  | 21–10  |        |
| 01 Jul | 19:45 | Nicolai / Lupo         | 1–2    | Semenov / Krasilnikov      | 21–17  | 18–21  | 14–16  |
| 01 Jul | 20:45 | Hyden / Bourne         | 2–0    | Marco / García             | 21–13  | 21–18  |        |
| 01 Jul | 18:45 | Erdmann / Matysik      | 2–0    | E. Grimalt / M. Grimalt    | 21–17  | 21–15  |        |
| 01 Jul | 20:00 | Brouwer / Meeuwsen     | 0–2    | Álvaro / Vitor             | 19–21  | 23–25  |        |
| 01 Jul | 19:00 | Virgen / Ontiveros     | 2–0    | Van Dorsten / Van de Velde | 21–19  | 24–22  |        |
| 01 Jul | 21:00 | Herrera / Gavira       | 0–2    | González / Nivaldo         | 19–21  | 20–22  |        |
| 01 Jul | 18:00 | Pedro / Evandro        | 2–1    | Fijałek / Prudel           | 21–15  | 21–23  | 15–13  |
| 01 Jul | 19:00 | Alison / Bruno         | 2–0    | Krou / Rowlandson          | 21–17  | 21–14  |        |
| 01 Jul | 18:00 | Henríquez / Villafañe  | 0–2    | Kapa / McHugh              | 12–21  | 15–21  |        |
| 01 Jul | 21:00 | Gibb / Patterson       | 2–0    | Doppler / Horst            | 21–16  | 22–20  |        |
| 01 Jul | 20:00 | Samoilovs / Pļaviņš    | 1–2    | Binstock / Schachter       | 21–17  | 18–21  | 17–19  |
| 01 Jul | 21:00 | Emanuel / Ricardo      | 2–0    | Kądzioła / Szałankiewicz   | 21–13  | 23–21  |        |
| 01 Jul | 20:00 | Lucena / Brunner       | 2–0    | Walkenhorst / Windscheif   | 21–18  | 21–15  |        |
| 01 Jul | 18:00 | Saxton / Schalk        | 1–2    | Gabathuler / Gerson        | 17–21  | 21–16  | 12–15  |
| 01 Jul | 19:00 | Jefferson / Cherif     | 2–0    | Doherty / Mayer            | 21–18  | 21–14  |        |

#### Oitavas-de-final
| Data   | Hora  |                        | Placar |                       | 1º Set | 2º Set | 3º Set |
| ------ | ----- | ---------------------- | ------ | --------------------- | ------ | ------ | ------ |
| 02 Jul | 15:30 | Nummerdor / Varenhorst | 2–1    | Semenov / Krasilnikov | 21–17  | 22–24  | 15–12  |
| 02 Jul | 14:30 | Hyden / Bourne         | 2–1    | Erdmann / Matysik     | 21–19  | 23–25  | 15–9   |
| 02 Jul | 14:00 | Álvaro / Vitor         | 2–1    | Virgen / Ontiveros    | 21–19  | 19–21  | 20–18  |
| 02 Jul | 15:00 | González / Nivaldo     | 1–2    | Pedro / Evandro       | 19–21  | 21–19  | 11–15  |
| 02 Jul | 13:00 | Alison / Bruno         | 2–0    | Kapa / McHugh         | 21–15  | 21–17  |        |
| 02 Jul | 12:00 | Gibb / Patterson       | 2–0    | Binstock / Schachter  | 21–13  | 21–14  |        |
| 02 Jul | 12:00 | Ricardo / Emanuel      | 1–2    | Lucena / Brunner      | 21–18  | 18–21  | 11–15  |
| 02 Jul | 13:00 | Gabathuler / Gerson    | 0–2    | Jefferson / Cherif    | 15–21  | 13–21  |        |

#### Chaveamento
|  | Quartas-de-final | Quartas-de-final       | Quartas-de-final | Quartas-de-final | Quartas-de-final |                  |                        | Semifinais | Semifinais     | Semifinais     | Semifinais     | Semifinais     |                |  | Final | Final                  | Final | Final | Final |  |  |
|  |                  |                        |                  |                  |                  |                  |                        |            |                |                |                |                |                |  |       |                        |       |       |       |  |  |
|  | 1                | Nummerdor / Varenhorst | 23               | 23               |                  |                  |                        |            |                |                |                |                |                |  |       |                        |       |       |       |  |  |
|  | 9                | Hyden / Bourne         | 21               | 21               |                  |                  |                        |            |                |                |                |                |                |  |       |                        |       |       |       |  |  |
|  | 9                | Hyden / Bourne         | 21               | 21               |                  | 1                | Nummerdor / Varenhorst | 21         | 21             | 15             |                |                |                |  |       |                        |       |       |       |  |  |
|  |                  |                        |                  |                  |                  | 1                | Nummerdor / Varenhorst | 21         | 21             | 15             |                |                |                |  |       |                        |       |       |       |  |  |
|  |                  | 12                     | Pedro / Evandro  | 18               | 23               | 12               |                        |            |                |                |                |                |                |  |       |                        |       |       |       |  |  |
|  | 11               | 12                     | Pedro / Evandro  | 18               | 23               | 12               | Álvaro / Vitor         | 14         | 21             | 8              |                |                |                |  |       |                        |       |       |       |  |  |
|  | 11               |                        |                  |                  |                  |                  | Álvaro / Vitor         | 14         | 21             | 8              |                |                |                |  |       |                        |       |       |       |  |  |
|  | 12               | Pedro / Evandro        | 21               | 14               | 15               |                  |                        |            |                |                |                |                |                |  |       |                        |       |       |       |  |  |
|  |                  |                        |                  |                  |                  |                  |                        |            |                |                |                |                |                |  | 1     | Nummerdor / Varenhorst | 21    | 14    | 20    |  |  |
|  |                  |                        | 3                | Alison / Bruno   | 12               | 21               | 22                     |            |                |                |                |                |                |  |       |                        |       |       |       |  |  |
|  | 3                | Alison / Bruno         | 21               | 21               |                  |                  |                        |            |                |                |                |                |                |  |       |                        |       |       |       |  |  |
|  | 14               | Gibb / Patterson       | 12               | 17               |                  |                  |                        |            |                |                |                |                |                |  |       |                        |       |       |       |  |  |
|  | 14               | Gibb / Patterson       | 12               | 17               |                  | 3                | Alison / Bruno         | 21         | 21             |                |                |                |                |  |       |                        |       |       |       |  |  |
|  |                  |                        |                  |                  |                  | 3                | Alison / Bruno         | 21         | 21             |                |                |                |                |  |       |                        |       |       |       |  |  |
|  |                  | 15                     | Lucena / Brunner | 17               | 15               |                  |                        |            | Terceiro lugar | Terceiro lugar | Terceiro lugar | Terceiro lugar | Terceiro lugar |  |       |                        |       |       |       |  |  |
|  | 15               | 15                     | Lucena / Brunner | 17               | 15               | Lucena / Brunner | 21                     | 21         | Terceiro lugar | Terceiro lugar | Terceiro lugar | Terceiro lugar | Terceiro lugar |  |       |                        |       |       |       |  |  |
|  | 15               |                        |                  |                  |                  | Lucena / Brunner | 21                     | 21         |                |                |                |                |                |  |       |                        |       |       |       |  |  |
|  | 27               | Jefferson / Cherif     | 19               | 19               |                  |                  |                        |            |                |                |                |                |                |  | 12    | Pedro / Evandro        | 22    | 21    |       |  |  |
|  |                  |                        |                  |                  |                  |                  |                        |            |                |                |                |                |                |  | 15    | Lucena / Brunner       | 20    | 13    |       |  |  |

#### Quartas-de-final
| 02 de julho 20:45 | Nummerdor / Varenhorst (HOL) | 2 – 0         | Hyden / Bourne (EUA) | Cidade: Haia Relatório |
| 02 de julho 20:45 | 23                           | 1º Set 2º Set | 21                   | Cidade: Haia Relatório |

| 02 de julho 20:00 | Álvaro / Vitor (BRA) | 1 – 2                | Pedro / Evandro (BRA) | Cidade: Roterdã Relatório |
| 02 de julho 20:00 | 14 21 8              | 1º Set 2º Set 3º Set | 21 14 15              | Cidade: Roterdã Relatório |

| 02 de julho 19:00 | Alison / Bruno (BRA) | 2 – 0         | Gibb / Patterson (EUA) | Cidade: Apeldoorn Relatório |
| 02 de julho 19:00 | 21                   | 1º Set 2º Set | 12 17                  | Cidade: Apeldoorn Relatório |

| 02 de julho 19:00 | Lucena / Brunner (EUA) | 2 – 0         | Jefferson / Cherif (CAT) | Cidade: Amsterdã Relatório |
| 02 de julho 19:00 | 21                     | 1º Set 2º Set | 19                       | Cidade: Amsterdã Relatório |

#### Semifinais
| 04 de julho 12:00 | Nummerdor / Varenhorst (HOL) | 2 – 1                | Pedro / Evandro (BRA) | Cidade: Haia Relatório |
| 04 de julho 12:00 | 21 15                        | 1º Set 2º Set 3º Set | 18 23 12              | Cidade: Haia Relatório |

| 04 de julho 13:00 | Alison / Bruno (BRA) | 2 – 0         | Lucena / Brunner (EUA) | Cidade: Haia Relatório |
| 04 de julho 13:00 | 21                   | 1º Set 2º Set | 17 15                  | Cidade: Haia Relatório |

#### Disputa de terceiro lugar
| 05 de julho 20:00 | Pedro / Evandro (BRA) | 2 – 0         | Lucena / Brunner (EUA) | Cidade: Haia Relatório |
| 05 de julho 20:00 | 22 21                 | 1º Set 2º Set | 20 13                  | Cidade: Haia Relatório |

#### Final
A final do Campeonato foi disputada na cidade de Haia, entre os holandeses Reinder Nummerdor e Christiaan Varenhorst e os brasileiros Alison Cerutti e Bruno Schmidt. O primeiro set foi completamente dominado pelos holandeses, que aproveitaram muitos erros da dupla adversária para vencer o set com nove pontos de vantagem. No segundo set, a dupla do Brasil reagiu e o jogo ficou mais equilibrado, contudo, os brasileiros abriram vantagem no final e ganharam o set. O set de desempate foi um dos finais mais emocionantes na história do Campeonato Mundial de Vôlei de Praia: a dupla do Brasil salvou seis match points dos holandeses antes de finalmente conseguir vencer a partida e o título.
| 05 de julho 21:00 | Nummerdor / Varenhorst (HOL) | 1 – 2                | Alison / Bruno (BRA) | Cidade: Haia Relatório |
| 05 de julho 21:00 | 21 14 20                     | 1º Set 2º Set 3º Set | 12 21 22             | Cidade: Haia Relatório |

Fonte: FIVB

## Torneio Feminino

### Fase de Grupos
A fórmula de disputa do torneio feminino foi exatamente a mesma do torneio masculino.

#### Grupo A
|     |                                 |     | Jogos | Jogos | Jogos | Sets | Sets | Sets  | Pontos | Pontos | Pontos |
| Pos | Equipe                          | Pts | T     | V     | D     | V    | P    | R     | V      | P      | R      |
| --- | ------------------------------- | --- | ----- | ----- | ----- | ---- | ---- | ----- | ------ | ------ | ------ |
| 1   | Meppelink / Van Iersel          | 6   | 3     | 3     | 0     | 6    | 1    | 6.000 | 140    | 82     | 1.707  |
| 2   | Humana-Paredes / Pischke        | 5   | 3     | 2     | 1     | 4    | 3    | 1.333 | 132    | 108    | 1.222  |
| 3   | Mashkova / Tsimbalova           | 4   | 3     | 1     | 2     | 4    | 4    | 1.000 | 153    | 126    | 1.214  |
| 4   | M. J. Orellana / M. A. Orellana | 3   | 3     | 0     | 3     | 0    | 6    | 0.000 | 27     | 126    | 0.214  |

| 26 Jun | 19:40 | Meppelink / Van Iersel   | 2-1 | Mashkova / Tsimbalova           | 21-19, 20-22, 15-12 |
| 27 Jun | 20:45 | Humana-Paredes / Pischke | 2-0 | M. J. Orellana / M. A. Orellana | 21-11, 21-7         |
| 28 Jun | 12:30 | Mashkova / Tsimbalova    | 2-0 | M. J. Orellana / M. A. Orellana | 21-7, 21-2          |
| 29 Jun | 15:30 | Meppelink / Van Iersel   | 2-0 | Humana-Paredes / Pischke        | 21-15, 21-14        |
| 29 Jun | 15:30 | Humana-Paredes / Pischke | 2-1 | Mashkova / Tsimbalova           | 22-24, 24-22, 15-12 |
| 30 Jun | 19:00 | Meppelink / Van Iersel   |     | M. J. Orellana / M. A. Orellana | lesão equipe B      |

#### Grupo B
|     |                            |     | Jogos | Jogos | Jogos | Sets | Sets | Sets  | Pontos | Pontos | Pontos |
| Pos | Equipe                     | Pts | T     | V     | D     | V    | P    | R     | V      | P      | R      |
| --- | -------------------------- | --- | ----- | ----- | ----- | ---- | ---- | ----- | ------ | ------ | ------ |
| 1   | Talita / Larissa           | 6   | 3     | 3     | 0     | 6    | 1    | 6.000 | 138    | 105    | 1.314  |
| 2   | Goricanec / Hüberli        | 5   | 3     | 2     | 1     | 4    | 2    | 2.000 | 116    | 106    | 1.094  |
| 3   | Van der Vlist / Van Gestel | 4   | 3     | 1     | 2     | 3    | 5    | 0.600 | 121    | 147    | 0.823  |
| 4   | Radarong / Udomchavee      | 3   | 3     | 0     | 3     | 1    | 6    | 0.167 | 111    | 137    | 0.810  |

| 27 Jun | 11:00 | Goricanec / Hüberli   | 2-0 | Radarong / Udomchavee      | 22-20, 21-12        |
| 27 Jun | 13:00 | Talita / Larissa      | 2-1 | Van der Vlist / Van Gestel | 21-15, 18-21, 15-10 |
| 28 Jun | 18:00 | Talita / Larissa      | 2-0 | Radarong / Udomchavee      | 21-10, 21-18        |
| 29 Jun | 19:00 | Goricanec / Hüberli   | 2-0 | Van der Vlist / Van Gestel | 21-17, 21-15        |
| 30 Jun | 13:00 | Talita / Larissa      | 2-0 | Goricanec / Hüberli        | 21-16, 21-15        |
| 30 Jun | 14:00 | Radarong / Udomchavee | 1-2 | Van der Vlist / Van Gestel | 18-21, 21-16, 12-15 |

#### Grupo C
|     |                    |     | Jogos | Jogos | Jogos | Sets | Sets | Sets  | Pontos | Pontos | Pontos |
| Pos | Equipe             | Pts | T     | V     | D     | V    | P    | R     | V      | P      | R      |
| --- | ------------------ | --- | ----- | ----- | ----- | ---- | ---- | ----- | ------ | ------ | ------ |
| 1   | Walsh / Ross       | 6   | 3     | 3     | 0     | 6    | 1    | 6.000 | 139    | 113    | 1.230  |
| 2   | Bansley / Pavan    | 5   | 3     | 2     | 1     | 4    | 3    | 1.333 | 134    | 131    | 1.023  |
| 3   | Artacho / Laird    | 4   | 3     | 1     | 2     | 3    | 4    | 0.750 | 121    | 122    | 0.992  |
| 4   | Braakman / Sinnema | 3   | 3     | 0     | 3     | 1    | 6    | 0.167 | 117    | 145    | 0.807  |

| 27 Jun | 11:00 | Bansley / Pavan | 2-0 | Artacho / Laird    | 21-14, 21-17        |
| 27 Jun | 21:00 | Walsh / Ross    | 2-0 | Braakman / Sinnema | 21-13, 22-20        |
| 29 Jun | 19:00 | Walsh / Ross    | 2-1 | Artacho / Laird    | 18-21, 21-15, 15-12 |
| 29 Jun | 20:00 | Bansley / Pavan | 2-1 | Braakman / Sinnema | 19-21, 26-24, 15-13 |
| 30 Jun | 13:00 | Artacho / Laird | 2-0 | Braakman / Sinnema | 21-11, 21-15        |
| 30 Jun | 14:00 | Walsh / Ross    | 2-0 | Bansley / Pavan    | 21-19, 21-13        |

#### Grupo D
|     |                        |     | Jogos | Jogos | Jogos | Sets | Sets | Sets  | Pontos | Pontos | Pontos |
| Pos | Equipe                 | Pts | T     | V     | D     | V    | P    | R     | V      | P      | R      |
| --- | ---------------------- | --- | ----- | ----- | ----- | ---- | ---- | ----- | ------ | ------ | ------ |
| 1   | Holtwick / Semmler     | 6   | 3     | 3     | 0     | 6    | 0    | MAX   | 126    | 92     | 1.370  |
| 2   | Pazo / Agudo           | 5   | 3     | 2     | 1     | 4    | 3    | 1.333 | 127    | 127    | 1.000  |
| 3   | Bonnerová / Hermannová | 4   | 3     | 1     | 2     | 2    | 4    | 0.500 | 100    | 106    | 0.943  |
| 4   | Gómez / Nieto          | 3   | 3     | 0     | 3     | 1    | 6    | 0.167 | 114    | 140    | 0.814  |

| 27 Jun | 15:00 | Bonnerová / Hermannová | 0-2 | Pazo / Agudo           | 16-21, 14-21        |
| 27 Jun | 18:00 | Holtwick / Semmler     | 2-0 | Gómez / Nieto          | 21-18, 21-17        |
| 28 Jun | 19:00 | Holtwick / Semmler     | 2-0 | Pazo / Agudo           | 21-14, 21-15        |
| 28 Jun | 20:00 | Bonnerová / Hermannová | 2-0 | Gómez / Nieto          | 21-13, 21-11        |
| 29 Jun | 18:00 | Holtwick / Semmler     | 2-0 | Bonnerová / Hermannová | 21-12, 21-16        |
| 29 Jun | 21:00 | Pazo / Agudo           | 2-1 | Gómez / Nieto          | 18-21, 22-20, 16-14 |

#### Grupo E
|     |                       |     | Jogos | Jogos | Jogos | Sets | Sets | Sets  | Pontos | Pontos | Pontos |
| Pos | Equipe                | Pts | T     | V     | D     | V    | P    | R     | V      | P      | R      |
| --- | --------------------- | --- | ----- | ----- | ----- | ---- | ---- | ----- | ------ | ------ | ------ |
| 1   | Kołosińska / Brzostek | 6   | 3     | 3     | 0     | 6    | 0    | MAX   | 126    | 89     | 1.416  |
| 2   | Kolocová / Sluková    | 5   | 3     | 2     | 1     | 4    | 3    | 1.333 | 141    | 114    | 1.237  |
| 3   | Broder / Valjas       | 4   | 3     | 1     | 2     | 3    | 4    | 0.750 | 140    | 121    | 1.157  |
| 4   | Ikram / Mahassine     | 3   | 3     | 0     | 3     | 0    | 6    | 0.000 | 43     | 126    | 0.341  |

| 27 Jun | 11:00 | Kołosińska / Brzostek | 2-0 | Broder / Valjas       | 21-18, 21-18        |
| 27 Jun | 12:00 | Kolocová / Sluková    | 2-0 | Ikram / Mahassine     | 21-8, 21-2          |
| 28 Jun | 15:00 | Kolocová / Sluková    | 2-1 | Broder / Valjas       | 18-21, 31-29, 15-12 |
| 28 Jun | 18:00 | Kołosińska / Brzostek | 2-0 | Ikram / Mahassine     | 21-8, 21-10         |
| 30 Jun | 11:00 | Kolocová / Sluková    | 0-2 | Kołosińska / Brzostek | 18-21, 17-21        |
| 30 Jun | 13:00 | Broder / Valjas       | 2-0 | Ikram / Mahassine     | 21-8, 21-7          |

#### Grupo F
|     |                   |     | Jogos | Jogos | Jogos | Sets | Sets | Sets  | Pontos | Pontos | Pontos |
| Pos | Equipe            | Pts | T     | V     | D     | V    | P    | R     | V      | P      | R      |
| --- | ----------------- | --- | ----- | ----- | ----- | ---- | ---- | ----- | ------ | ------ | ------ |
| 1   | Ágatha / Bárbara  | 6   | 3     | 3     | 0     | 6    | 0    | MAX   | 127    | 92     | 1.380  |
| 2   | Day / Kessy       | 5   | 3     | 2     | 1     | 4    | 2    | 2.000 | 114    | 105    | 1.086  |
| 3   | Flores / Martínez | 4   | 3     | 1     | 2     | 2    | 4    | 0.500 | 106    | 114    | 0.930  |
| 4   | Candelas / Ríos   | 3   | 3     | 0     | 3     | 0    | 6    | 0.000 | 90     | 126    | 0.714  |

| 27 Jun | 16:00 | Ágatha / Bárbara | 2-0 | Flores / Martínez | 21-17, 23-21 |
| 27 Jun | 19:00 | Day / Kessy      | 2-0 | Candelas / Ríos   | 21-18, 21-18 |
| 28 Jun | 19:00 | Ágatha / Bárbara | 2-0 | Candelas / Ríos   | 21-12, 21-12 |
| 28 Jun | 20:00 | Day / Kessy      | 2-0 | Flores / Martínez | 21-13, 21-13 |
| 29 Jun | 13:00 | Candelas / Ríos  | 0-2 | Flores / Martínez | 15-21, 15-21 |
| 29 Jun | 21:00 | Ágatha / Bárbara | 2-0 | Day / Kessy       | 22-20, 21-10 |

#### Grupo G
|     |                       |     | Jogos | Jogos | Jogos | Sets | Sets | Sets  | Pontos | Pontos | Pontos |
| Pos | Equipe                | Pts | T     | V     | D     | V    | P    | R     | V      | P      | R      |
| --- | --------------------- | --- | ----- | ----- | ----- | ---- | ---- | ----- | ------ | ------ | ------ |
| 1   | Laboureur / Sude      | 6   | 3     | 3     | 0     | 6    | 2    | 3.000 | 150    | 117    | 1.282  |
| 2   | Juliana / Maria Elisa | 5   | 3     | 2     | 1     | 5    | 2    | 2.500 | 137    | 89     | 1.539  |
| 3   | Pata / Matauatu       | 4   | 3     | 1     | 2     | 3    | 4    | 0.750 | 118    | 111    | 1.063  |
| 4   | Boucheta / Bayou      | 3   | 3     | 0     | 3     | 0    | 6    | 0.000 | 38     | 126    | 0.302  |

| 27 Jun | 15:00 | Laboureur / Sude      | 2-1 | Pata / Matauatu  | 21-16, 19-21, 15-10 |
| 27 Jun | 18:00 | Juliana / Maria Elisa | 2-0 | Boucheta / Bayou | 21-7, 21-0          |
| 28 Jun | 11:00 | Laboureur / Sude      | 2-0 | Boucheta / Bayou | 21-10, 21-7         |
| 28 Jun | 20:00 | Juliana / Maria Elisa | 2-0 | Pata / Matauatu  | 21-16, 21-13        |
| 29 Jun | 13:00 | Pata / Matauatu       | 2-0 | Boucheta / Bayou | 21-4, 21-10         |
| 29 Jun | 20:00 | Juliana / Maria Elisa | 1-2 | Laboureur / Sude | 21-17, 19-21, 13-15 |

#### Grupo H
|     |                        |     | Jogos | Jogos | Jogos | Sets | Sets | Sets  | Pontos | Pontos | Pontos |
| Pos | Equipe                 | Pts | T     | V     | D     | V    | P    | R     | V      | P      | R      |
| --- | ---------------------- | --- | ----- | ----- | ----- | ---- | ---- | ----- | ------ | ------ | ------ |
| 1   | Liliana / Baquerizo    | 6   | 3     | 3     | 0     | 6    | 0    | MAX   | 126    | 96     | 1.313  |
| 2   | Bawden / Clancy        | 5   | 3     | 2     | 1     | 4    | 3    | 1.333 | 127    | 94     | 1.351  |
| 3   | Michelle / Filippo     | 4   | 3     | 1     | 2     | 3    | 5    | 0.600 | 117    | 141    | 0.830  |
| 4   | Turnerová / Tomašeková | 3   | 3     | 0     | 3     | 1    | 6    | 0.167 | 100    | 139    | 0.719  |

| 27 Jun | 15:30 | Liliana / Baquerizo | 2-0 | Turnerová / Tomašeková | 21-17, 21-15        |
| 27 Jun | 17:30 | Bawden / Clancy     | 2-1 | Michelle / Filippo     | 17-21, 21-8, 15-1   |
| 28 Jun | 10:30 | Bawden / Clancy     | 2-0 | Turnerová / Tomašeková | 21-11, 21-11        |
| 28 Jun | 14:30 | Liliana / Baquerizo | 2-0 | Michelle / Filippo     | 21-16, 21-16        |
| 30 Jun | 11:00 | Liliana / Baquerizo | 2-0 | Bawden / Clancy        | 21-13, 21-19        |
| 30 Jun | 12:00 | Michelle / Filippo  | 2-1 | Turnerová / Tomašeková | 19-21, 21-14, 15-11 |

#### Grupo I
|     |                       |     | Jogos | Jogos | Jogos | Sets | Sets | Sets  | Pontos | Pontos | Pontos |
| Pos | Equipe                | Pts | T     | V     | D     | V    | P    | R     | V      | P      | R      |
| --- | --------------------- | --- | ----- | ----- | ----- | ---- | ---- | ----- | ------ | ------ | ------ |
| 1   | Taiana / Fernanda     | 6   | 3     | 3     | 0     | 6    | 0    | MAX   | 132    | 94     | 1.404  |
| 2   | Forrer / Vergé-Dépré  | 5   | 3     | 2     | 1     | 2    | 2    | 1.000 | 129    | 101    | 1.277  |
| 3   | Zumkehr / Heidrich    | 4   | 3     | 1     | 2     | 2    | 4    | 0.500 | 108    | 104    | 1.038  |
| 4   | Williams / Sekhonyana | 3   | 3     | 0     | 3     | 0    | 4    | 0.000 | 56     | 126    | 0.444  |

| 28 Jun | 13:30 | Zumkehr / Heidrich   | 0-2 | Forrer / Vergé-Dépré  | 20-22, 13-21 |
| 28 Jun | 20:45 | Taiana / Fernanda    | 2-0 | Williams / Sekhonyana | 21-5, 21-12  |
| 29 Jun | 12:30 | Zumkehr / Heidrich   | 2-0 | Williams / Sekhonyana | 21-11, 21-8  |
| 29 Jun | 21:45 | Taiana / Fernanda    | 2-0 | Forrer / Vergé-Dépré  | 21-19, 27-25 |
| 30 Jun | 13:00 | Forrer / Vergé-Dépré | 2-0 | Williams / Sekhonyana | 21-12, 21-8  |
| 30 Jun | 14:00 | Taiana / Fernanda    | 2-0 | Zumkehr / Heidrich    | 21-14, 21-19 |

#### Grupo J
|     |                      |     | Jogos | Jogos | Jogos | Sets | Sets | Sets  | Pontos | Pontos | Pontos |
| Pos | Equipe               | Pts | T     | V     | D     | V    | P    | R     | V      | P      | R      |
| --- | -------------------- | --- | ----- | ----- | ----- | ---- | ---- | ----- | ------ | ------ | ------ |
| 1   | Borger / Büthe       | 5   | 3     | 2     | 1     | 5    | 2    | 2.500 | 142    | 123    | 1.154  |
| 2   | Ukolova / Birlova    | 5   | 3     | 2     | 1     | 4    | 2    | 2.000 | 117    | 109    | 1.073  |
| 3   | Fendrick / Sweat     | 5   | 3     | 2     | 1     | 4    | 3    | 1.333 | 135    | 135    | 1.000  |
| 4   | Prokopeva / Syrtseva | 3   | 3     | 0     | 3     | 0    | 6    | 0.000 | 99     | 126    | 0.786  |

| 28 Jun | 12:00 | Ukolova / Birlova | 2-0 | Prokopeva / Syrtseva | 21-14, 21-18        |
| 28 Jun | 15:00 | Borger / Büthe    | 1-2 | Fendrick / Sweat     | 21-17, 19-21, 18-20 |
| 29 Jun | 14:00 | Borger / Büthe    | 2-0 | Prokopeva / Syrtseva | 21-16, 21-16        |
| 29 Jun | 15:00 | Fendrick / Sweat  | 0-2 | Ukolova / Birlova    | 16-21, 19-21        |
| 30 Jun | 11:00 | Fendrick / Sweat  | 2-0 | Prokopeva / Syrtseva | 21-19, 21-16        |
| 30 Jun | 12:00 | Borger / Büthe    | 2-0 | Ukolova / Birlova    | 21-14, 21-19        |

#### Grupo K
|     |                        |     | Jogos | Jogos | Jogos | Sets | Sets | Sets  | Pontos | Pontos | Pontos |
| Pos | Equipe                 | Pts | T     | V     | D     | V    | P    | R     | V      | P      | R      |
| --- | ---------------------- | --- | ----- | ----- | ----- | ---- | ---- | ----- | ------ | ------ | ------ |
| 1   | Dubovcová / Nestarcová | 6   | 3     | 3     | 0     | 6    | 2    | 3.000 | 151    | 122    | 1.238  |
| 2   | Ludwig / Walkenhorst   | 5   | 3     | 2     | 1     | 5    | 2    | 2.500 | 129    | 95     | 1.358  |
| 3   | Baran / Gruszczyńska   | 4   | 3     | 1     | 2     | 3    | 5    | 0.600 | 135    | 151    | 0.894  |
| 4   | Cope / Alfaro          | 3   | 3     | 0     | 3     | 1    | 6    | 0.167 | 94     | 141    | 0.667  |

| 28 Jun | 14:00 | Dubovcová / Nestarcová | 2-1 | Baran / Gruszczyńska   | 21-14, 20-22, 19-17 |
| 28 Jun | 15:00 | Ludwig / Walkenhorst   | 2-0 | Cope / Alfaro          | 21-9, 21-12         |
| 29 Jun | 10:00 | Ludwig / Walkenhorst   | 2-0 | Baran / Gruszczyńska   | 21-13, 21-12        |
| 29 Jun | 11:00 | Dubovcová / Nestarcová | 2-0 | Cope / Alfaro          | 21-17, 21-7         |
| 30 Jun | 11:00 | Baran / Gruszczyńska   | 2-1 | Cope / Alfaro          | 21-17, 21-23, 15-9  |
| 30 Jun | 12:00 | Ludwig / Walkenhorst   | 1-2 | Dubovcová / Nestarcová | 15-21, 21-13, 9-15  |

#### Grupo L
|     |                       |     | Jogos | Jogos | Jogos | Sets | Sets | Sets  | Pontos | Pontos | Pontos |
| Pos | Equipe                | Pts | T     | V     | D     | V    | P    | R     | V      | P      | R      |
| --- | --------------------- | --- | ----- | ----- | ----- | ---- | ---- | ----- | ------ | ------ | ------ |
| 1   | Menegatti / Orsi Toth | 6   | 3     | 3     | 0     | 6    | 2    | 3.000 | 145    | 123    | 1.179  |
| 2   | Wang / Yue            | 5   | 3     | 2     | 1     | 5    | 2    | 2.500 | 133    | 125    | 1.064  |
| 3   | Remmers / Stiekema    | 4   | 3     | 1     | 2     | 2    | 4    | 0.500 | 105    | 116    | 0.905  |
| 4   | Gallay / Klug         | 3   | 3     | 0     | 3     | 1    | 6    | 0.167 | 118    | 137    | 0.861  |

| 28 Jun | 14:00 | Wang / Yue            | 2-0 | Remmers / Stiekema    | 21-17, 21-19        |
| 28 Jun | 16:00 | Menegatti / Orsi Toth | 2-1 | Gallay / Klug         | 15-21, 21-19, 15-9  |
| 29 Jun | 13:00 | Menegatti / Orsi Toth | 2-0 | Remmers / Stiekema    | 21-13, 21-14        |
| 29 Jun | 15:00 | Wang / Yue            | 2-0 | Gallay / Klug         | 23-21, 21-16        |
| 30 Jun | 12:00 | Gallay / Klug         | 0-2 | Remmers / Stiekema    | 18-21, 14-21        |
| 30 Jun | 14:00 | Wang / Yue            | 1-2 | Menegatti / Orsi Toth | 21-16, 14-21, 12-15 |

#### Melhores terceiros lugares
Os oito melhores terceiros lugares também avançaram à próxima fase da competição.
|     |                            |     | Jogos | Jogos | Jogos | Sets | Sets | Sets  | Pontos | Pontos | Pontos |
| Pos | Equipe                     | Pts | T     | V     | D     | V    | P    | R     | V      | P      | R      |
| --- | -------------------------- | --- | ----- | ----- | ----- | ---- | ---- | ----- | ------ | ------ | ------ |
| 1   | Fendrick / Sweat           | 5   | 3     | 2     | 1     | 4    | 3    | 1.333 | 135    | 135    | 1.000  |
| 2   | Mashkova / Tsimbalova      | 4   | 3     | 1     | 2     | 4    | 4    | 1.000 | 153    | 126    | 1.214  |
| 3   | Broder / Valjas            | 4   | 3     | 1     | 2     | 3    | 4    | 0.750 | 140    | 121    | 1.157  |
| 4   | Pata / Matauatu            | 4   | 3     | 1     | 2     | 3    | 4    | 0.750 | 118    | 111    | 1.063  |
| 5   | Artacho / Laird            | 4   | 3     | 1     | 2     | 3    | 4    | 0.750 | 121    | 122    | 0.992  |
| 6   | Baran / Gruszczyńska       | 4   | 3     | 1     | 2     | 3    | 5    | 0.600 | 135    | 151    | 0.894  |
| 7   | Michelle / Filippo         | 4   | 3     | 1     | 2     | 3    | 5    | 0.600 | 117    | 141    | 0.830  |
| 8   | Van der Vlist / Van Gestel | 4   | 3     | 1     | 2     | 3    | 5    | 0.600 | 121    | 147    | 0.823  |
| 9   | Zumkehr / Heidrich         | 4   | 3     | 1     | 2     | 2    | 4    | 0.500 | 108    | 104    | 1.038  |
| 10  | Bonnerová / Hermannová     | 4   | 3     | 1     | 2     | 2    | 4    | 0.500 | 100    | 106    | 0.943  |
| 11  | Flores / Martínez          | 4   | 3     | 1     | 2     | 2    | 4    | 0.500 | 106    | 114    | 0.930  |
| 12  | Remmers / Stiekema         | 4   | 3     | 1     | 2     | 2    | 4    | 0.500 | 105    | 116    | 0.905  |

### Fase Eliminatória
Houve um sorteio para determinar os confrontos da primeira fase eliminatória.

#### Pré-Oitavas
| Data   | Hora  |                            | Placar |                          | 1º Set | 2º Set | 3º Set |
| ------ | ----- | -------------------------- | ------ | ------------------------ | ------ | ------ | ------ |
| 01 Jul | 15:30 | Meppelink / Van Iersel     | 2–0    | Baran / Gruszczyńska     | 21–12  | 21–19  |        |
| 01 Jul | 13:30 | Forrer / Vergé-Depré       | 0–2    | Bawden / Clancy          | 18–21  | 14–21  |        |
| 01 Jul | 12:30 | Taiana / Fernanda          | 2–0    | Pazo / Agudo             | 21–12  | 21–14  |        |
| 01 Jul | 14:30 | Liliana / Baquerizo        | 2–0    | Pata / Matauatu          | 21–19  | 23–21  |        |
| 01 Jul | 13:00 | Kołosińska / Brzostek      | 1–2    | Fendrick / Sweat         | 24–22  | 8–21   | 10–15  |
| 01 Jul | 12:00 | Menegatti / Orsi Toth      | 2–0    | Kolocová / Sluková       | 21–19  | 21–18  |        |
| 01 Jul | 15:00 | Ludwig / Walkenhorst       | 0–2    | Ukolova / Birlova        | 16–21  | 16–21  |        |
| 01 Jul | 14:00 | Van Gestel / Van der Vlist | 0–2    | Holtwick / Semmler       | 17–21  | 21–23  |        |
| 01 Jul | 14:00 | Walsh / Ross               | 2–0    | Michelle / Filippo       | 21–6   | 21–10  |        |
| 01 Jul | 15:00 | Wang / Yue                 | 2–0    | Day / Kessy              | 21–19  | 21–18  |        |
| 01 Jul | 12:00 | Dubovcová / Nestarcová     | 0–2    | Humana-Paredes / Pischke | 22–24  | 15–21  |        |
| 01 Jul | 13:00 | Ágatha / Bárbara           | 2–1    | Broder / Valjas          | 14–21  | 21–16  | 15–7   |
| 01 Jul | 12:00 | Laboureur / Sude           | 0–2    | Mashkova / Tsimbalova    | 18–21  | 14–21  |        |
| 01 Jul | 13:00 | Borger / Büthe             | 1–2    | Bansley / Pavan          | 13–21  | 21–19  | 13–15  |
| 01 Jul | 14:00 | Juliana / Maria Elisa      | 2–1    | Goricanec / Hüberli      | 18–21  | 21–18  | 15–9   |
| 01 Jul | 15:00 | Artacho / Laird            | 0–2    | Talita / Larissa         | 18–21  | 17–21  |        |

#### Oitavas-de-final
| Data   | Hora  |                          | Placar |                       | 1º Set | 2º Set | 3º Set |
| ------ | ----- | ------------------------ | ------ | --------------------- | ------ | ------ | ------ |
| 02 Jul | 13:30 | Meppelink / Van Iersel   | 1–2    | Bawden / Clancy       | 22–24  | 21–16  | 12–15  |
| 02 Jul | 12:30 | Taiana / Fernanda        | 2–0    | Liliana / Baquerizo   | 21–17  | 21–19  |        |
| 02 Jul | 13:00 | Fendrick / Sweat         | 2–0    | Menegatti / Orsi Toth | 21–18  | 21–19  |        |
| 02 Jul | 12:00 | Ukolova / Birlova        | 0–2    | Holtwick / Semmler    | 18–21  | 22–24  |        |
| 02 Jul | 15:00 | Walsh / Ross             | 1–2    | Wang / Yue            | 19–21  | 21–17  | 13–15  |
| 02 Jul | 14:00 | Humana-Paredes / Pischke | 0–2    | Ágatha / Bárbara      | 15–21  | 14–21  |        |
| 02 Jul | 14:00 | Mashkova / Tsimbalova    | 0–2    | Bansley / Pavan       | 15–21  | 10–21  |        |
| 02 Jul | 15:00 | Juliana / Maria Elisa    | 2–1    | Talita / Larissa      | 19–21  | 21–18  | 15–13  |

#### Chaveamento
|  | Quartas-de-final | Quartas-de-final      | Quartas-de-final      | Quartas-de-final | Quartas-de-final |                  |                  | Semifinais        | Semifinais     | Semifinais     | Semifinais     | Semifinais     |                |  | Final | Final                 | Final | Final | Final |  |  |
|  |                  |                       |                       |                  |                  |                  |                  |                   |                |                |                |                |                |  |       |                       |       |       |       |  |  |
|  | 17               | Bawden / Clancy       | 21                    | 16               | 16               |                  |                  |                   |                |                |                |                |                |  |       |                       |       |       |       |  |  |
|  | 9                | Taiana / Fernanda     | 15                    | 21               | 18               |                  |                  |                   |                |                |                |                |                |  |       |                       |       |       |       |  |  |
|  | 9                | Taiana / Fernanda     | 15                    | 21               | 18               |                  | 9                | Taiana / Fernanda | 21             | 21             |                |                |                |  |       |                       |       |       |       |  |  |
|  |                  |                       |                       |                  |                  |                  | 9                | Taiana / Fernanda | 21             | 21             |                |                |                |  |       |                       |       |       |       |  |  |
|  |                  | 4                     | Holtwick / Semmler    | 12               | 15               |                  |                  |                   |                |                |                |                |                |  |       |                       |       |       |       |  |  |
|  | 15               | 4                     | Holtwick / Semmler    | 12               | 15               | Fendrick / Sweat | 18               | 15                |                |                |                |                |                |  |       |                       |       |       |       |  |  |
|  | 15               |                       |                       |                  |                  | Fendrick / Sweat | 18               | 15                |                |                |                |                |                |  |       |                       |       |       |       |  |  |
|  | 4                | Holtwick / Semmler    | 21                    | 21               |                  |                  |                  |                   |                |                |                |                |                |  |       |                       |       |       |       |  |  |
|  |                  |                       |                       |                  |                  |                  |                  |                   |                |                |                |                |                |  | 9     | Taiana / Fernanda     | 18    | 20    |       |  |  |
|  |                  |                       | 6                     | Ágatha / Bárbara | 21               | 22               |                  |                   |                |                |                |                |                |  |       |                       |       |       |       |  |  |
|  | 12               | Wang / Yue            | 18                    | 21               |                  |                  |                  |                   |                |                |                |                |                |  |       |                       |       |       |       |  |  |
|  | 6                | Ágatha / Bárbara      | 21                    | 23               |                  |                  |                  |                   |                |                |                |                |                |  |       |                       |       |       |       |  |  |
|  | 6                | Ágatha / Bárbara      | 21                    | 23               |                  | 6                | Ágatha / Bárbara | 24                | 21             |                |                |                |                |  |       |                       |       |       |       |  |  |
|  |                  |                       |                       |                  |                  | 6                | Ágatha / Bárbara | 24                | 21             |                |                |                |                |  |       |                       |       |       |       |  |  |
|  |                  | 7                     | Juliana / Maria Elisa | 22               | 19               |                  |                  |                   | Terceiro lugar | Terceiro lugar | Terceiro lugar | Terceiro lugar | Terceiro lugar |  |       |                       |       |       |       |  |  |
|  | 22               | 7                     | Juliana / Maria Elisa | 22               | 19               | Bansley / Pavan  | 23               | 18                | Terceiro lugar | Terceiro lugar | Terceiro lugar | Terceiro lugar | Terceiro lugar |  |       |                       |       |       |       |  |  |
|  | 22               |                       |                       |                  |                  | Bansley / Pavan  | 23               | 18                |                |                |                |                |                |  |       |                       |       |       |       |  |  |
|  | 7                | Juliana / Maria Elisa | 25                    | 21               |                  |                  |                  |                   |                |                |                |                |                |  | 4     | Holtwick / Semmler    | 25    | 18    | 9     |  |  |
|  |                  |                       |                       |                  |                  |                  |                  |                   |                |                |                |                |                |  | 7     | Juliana / Maria Elisa | 23    | 21    | 15    |  |  |

#### Quartas-de-final
| 02 de julho 19:45 | Bawden / Clancy (AUS) | 1 – 2                | Taiana / Fernanda (BRA) | Cidade: Haia Relatório |
| 02 de julho 19:45 | 21 16                 | 1º Set 2º Set 3º Set | 15 21 18                | Cidade: Haia Relatório |

| 02 de julho 19:00 | Fendrick / Sweat (EUA) | 0 – 2         | Holtwick / Semmler (ALE) | Cidade: Roterdã Relatório |
| 02 de julho 19:00 | 18 15                  | 1º Set 2º Set | 21                       | Cidade: Roterdã Relatório |

| 02 de julho 20:00 | Wang / Yue (CHN) | 0 – 2         | Ágatha / Bárbara (BRA) | Cidade: Apeldoorn Relatório |
| 02 de julho 20:00 | 18 21            | 1º Set 2º Set | 21 23                  | Cidade: Apeldoorn Relatório |

| 02 de julho 20:00 | Bansley / Pavan (CAN) | 0 – 2         | Juliana / Maria Elisa (BRA) | Cidade: Amsterdã Relatório |
| 02 de julho 20:00 | 23 18                 | 1º Set 2º Set | 25 21                       | Cidade: Amsterdã Relatório |

#### Semifinais
| 03 de julho 19:45 | Taiana / Fernanda (BRA) | 2 – 0         | Holtwick / Semmler (ALE) | Cidade: Haia Relatório |
| 03 de julho 19:45 | 21                      | 1º Set 2º Set | 12 15                    | Cidade: Haia Relatório |

| 03 de julho 20:45 | Ágatha / Bárbara (BRA) | 2 – 0         | Juliana / Maria Elisa (BRA) | Cidade: Haia Relatório |
| 03 de julho 20:45 | 24 21                  | 1º Set 2º Set | 22 19                       | Cidade: Haia Relatório |

#### Disputa de terceiro lugar
| 04 de julho 20:00 | Holtwick / Semmler (ALE) | 1 – 2                | Juliana / Maria Elisa (BRA) | Cidade: Haia Relatório |
| 04 de julho 20:00 | 25 18 9                  | 1º Set 2º Set 3º Set | 23 21 15                    | Cidade: Haia Relatório |

#### Final
| 04 de julho 21:00 | Taiana / Fernanda (BRA) | 0 – 2         | Ágatha / Bárbara (BRA) | Cidade: Haia Relatório |
| 04 de julho 21:00 | 18 20                   | 1º Set 2º Set | 21 22                  | Cidade: Haia Relatório |